# Theo Heemskerk
Theodorus „Theo” Heemskerk (ur. 20 lipca 1852 w Amsterdamie, zm. 12 czerwca 1932 w Utrechcie) – holenderski polityk, premier i minister spraw wewnętrznych. Syn Jana Heemskerka, członek Partii Antyrewolucyjnej. Znany z wprowadzenia ustaw dotyczących szczepień i przeciwdziałania biedzie.

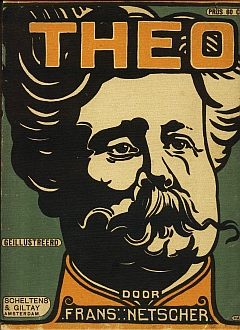
Portret Heemskerka, pędzla Alberta Hahna na okładce biografii napisanej przez Fransa Netchera.

Z wyznania był początkowo remonstrantem, w 1886 roku przeszedł na ortodoksyjny kalwinizm pod wpływem Abrahama Kuypera. Jego drugą żoną była poślubiona w 1891 roku Polka (i ewangeliczka) Lydia von Zaremba (1869-1955), córka kompozytora Nikołaja Iwanowicza Zaremby (1821-1879). 